# 2004 au théâtre
| Années du théâtre : 2001 - 2002 - 2003 - 2004 - 2005 - 2006 - 2007    |
| Décennies du théâtre : 1970 - 1980 - 1990 - 2000 - 2010 - 2020 - 2030 |

Cet article présente les faits marquants de l'année 2004 au théâtre.

## Événements
- La dramaturge et romancière Elfriede Jelinek reçoit le prix Nobel de littérature pour « le flot de voix et de contre-voix dans ses romans et ses drames qui dévoilent avec une exceptionnelle passion langagière l’absurdité et le pouvoir autoritaire des clichés sociaux ». C'est la première écrivaine autrichienne, autrices et auteurs confondus, à être honorée par le comité de Stokholm[1].
- Première édition du Festival de théâtre en Val de Luynes.
- Danielle Dumas quitte la rédaction de la revue L'Avant-Scène, dont elle était devenue directrice en 1986.

## Pièces de théâtre représentées
- 7 janvier : Paradis (un temps à déplier) de Pascal Rambert, mise en scène de l'auteur, Théâtre national de la Colline.
- 10 janvier : Katarakt de Rainald Goetz, mise en scène Alain Françon, Théâtre national de la Colline.
- 20 janvier : Une pièce espagnole de Yasmina Reza, mise en scène Luc Bondy, Théâtre de la Madeleine.
- 3 février : Petit Eyolf d'Henrik Ibsen, mise en scène Alain Françon, Théâtre national de la Colline.
- 9 mars : Sortie de scène de Nicolas Bedos, mise en scène Daniel Benoin, Théâtre national de Nice.
- 22 mars : elf, la pompe Afrique, de et mis en scène Nicolas Lambert.

- 29 septembre : Grosse Chaleur de Laurent Ruquier, mise en scène Patrice Leconte, Théâtre de la Renaissance.
- 5 octobre : La Bête dans la jungle de James Lord, mise en scène Jacques Lassalle, Théâtre de la Madeleine.
- 30 novembre : L'Évangile selon Pilate d'Éric-Emmanuel Schmitt, Théâtre Montparnasse.
- 7 décembre : Eraritjaritjaka, musée des phrases de Elias Canetti, mise en scène Heiner Goebbels, Odéon-Théâtre de l'Europe.

- Roberto Zucco de Bernard-Marie Koltès, mise en scène Philippe Calvario, Comédie de Reims, Théâtre de Lorient, Théâtre des Bouffes du Nord, Le Quartz, avec Xavier Gallais.
- Le Square de Marguerite Duras, mise en scène Didier Bezace, Théâtre de la Commune.
- Un homme est un homme de Bertolt Brecht, mise en scène Bernard Sobel, Festival d'Avignon, Théâtre de Gennevilliers.

## Festival d'Avignon

### Cour d'honneur duPalais des Papes
- x

## Récompenses
- 19 avril : 18e Nuit des Molières (Molières 2004)

## Décès
- 1er janvier : Sophie Daumier (°1934)
- 7 janvier : Ingrid Thulin (°1929)
- 21 janvier : Luce Berthommé (°1945)
- 22 janvier : Gérard Darrieu (°1925)
- 22 janvier : Ticky Holgado (°1944)
- 8 février : France Delahalle (°1922)
- 10 février : Guy Provost (°1925)
- 21 février : Alex Métayer (°1930)
- 15 mars : Philippe Lemaire (°1927)
- 29 mars : Simone Renant (°1911)
- 29 mars : Peter Ustinov (°1921)
- 1er avril : Jacques Seiler (°1928)
- 31 mai : Maurice Jacquemont (°1910)
- 10 juin : Odette Laure (°1917)
- 28 juin : Marcel Jullian (°1922)
- 9 juillet : Jean Lefebvre (°1919)
- 11 juillet : Renée Saint-Cyr (°1904)
- 14 juillet : Nelly Borgeaud (°1931)
- 22 juillet : Serge Reggiani (°1922)
- 1er août : Madeleine Robinson (°1917)
- 3 septembre : Raymond Loyer (°1916)
- 4 septembre : Serge Marquand (°1930)
- 24 septembre : Françoise Sagan (°1935)
- 11 novembre : Jacques Dynam (°1923)
- 5 décembre : Robert Dhéry (°1921)
- 10 décembre : Victor Garrivier (°1931)
- 19 décembre : Andrée Tainsy (°1911)